# Sex Drive (The Rolling Stones)
Sex Drive is een nummer van The Rolling Stones uit 1991. Het is de derde single van hun livealbum Flashpoint.
Het nummer werd enkel in Nederland en Zweden een hit. In de Nederlandse Top 40 haalde het een bescheiden 22e positie.